# Aerocon
Aero Comercial Oriente Norte Ltda., operando como Aerocon, fue una aerolínea boliviana. Su sede estaba en el Hangar 93 del Aeropuerto El Trompillo en Santa Cruz de la Sierra, Bolivia.
Inició sus operaciones en 2005. En 2006, la aerolínea trasladó su base de operaciones a Trinidad. También se le llamó Línea Aérea del Departamento del Beni. Operaba desde Trinidad a Cobija, Cochabamba, Guayaramerín, La Paz, Riberalta, Santa Cruz, Yacuiba, Sucre y Tarija pero en 2015 dejó de operar debido a problemas financieros y graves problemas de seguridad.

## Antigua flota

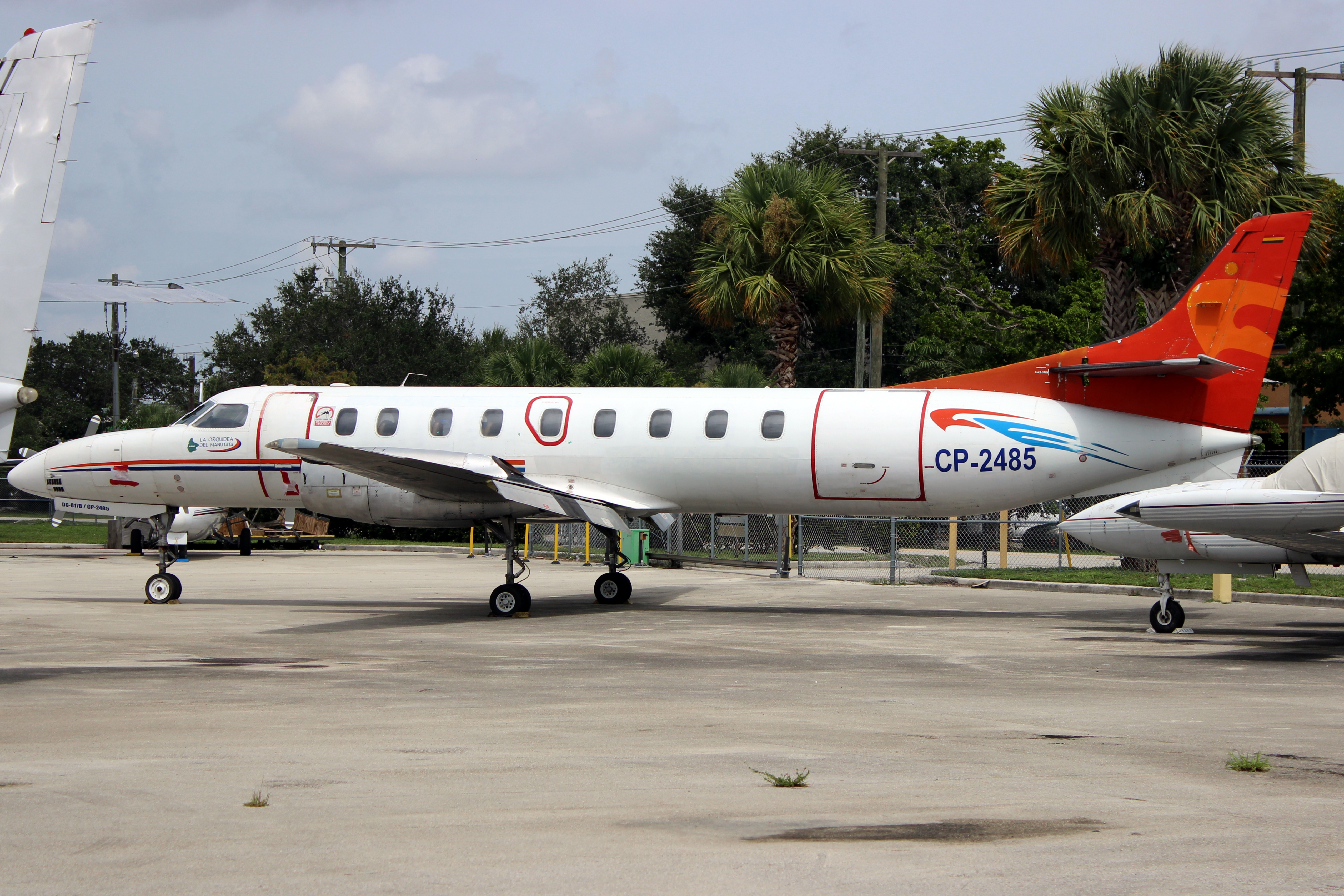
Un Fairchild SA227-DC (CP-2485) de Aerocon en el Aeropuerto Ejecutivo de Fort Lauderdale, EE.UU, en 2015.

## Antigua flota[2]
| Aeronave                        | Cantidad | Introducido | Retirado | Matrículas                                                              |
| ------------------------------- | -------- | ----------- | -------- | ----------------------------------------------------------------------- |
| Dornier Do 228                  | 1        | 2006        | 2015     | CP-2176                                                                 |
| Fairchild Swearingen Metroliner | 8        | 2006        | 2015     | CP-2485, CP-2590, CP-2477, CP-2548, CP-2500, CP-2527, CP-2754 y CP-2563 |
| LET L-410 Turbolet              | 1        | 2007        | 2015     | CP-2393                                                                 |

## Antiguos destinos
Sus destinos desde su centro de conexiones, el Aeropuerto Teniente Jorge Henrich Arauz de Trinidad (Beni), eran:
| Países  | Destinos                            | Aeropuertos                                |
| ------- | ----------------------------------- | ------------------------------------------ |
| Bolivia | Cobija, Pando                       | Aeropuerto Capitán Aníbal Arab             |
| Bolivia | Cochabamba, Cochabamba              | Aeropuerto Internacional Jorge Wilstermann |
| Bolivia | Guayaramerín, Beni                  | Aeropuerto Capitán de Av. Emilio Beltrán   |
| Bolivia | La Paz, La Paz                      | Aeropuerto Internacional El Alto           |
| Bolivia | Oruro, Oruro                        | Aeropuerto Juan Mendoza                    |
| Bolivia | Potosí, Potosí                      | Aeropuerto Capitán Nicolás Rojas           |
| Bolivia | Puerto Suárez, Santa Cruz           | Aeropuerto de Puerto Suárez                |
| Bolivia | Riberalta, Beni                     | Aeropuerto Capitán Av. Selin Zeitun López  |
| Bolivia | Rurrenabaque, Beni                  | Aeropuerto Rurrenabaque                    |
| Bolivia | San Borja, Beni                     | Aeropuerto Capitán Germán Quiroga Guardia  |
| Bolivia | Santa Ana del Yacuma, Beni          | Aeropuerto José Chávez Suárez              |
| Bolivia | Santa Cruz de la Sierra, Santa Cruz | Aeropuerto El Trompillo                    |
| Bolivia | Santa Cruz de la Sierra, Santa Cruz | Aeropuerto Internacional Viru Viru         |
| Bolivia | Sucre, Chuquisaca                   | Aeropuerto Juana Azurduy de Padilla        |
| Bolivia | Tarija, Tarija                      | Aeropuerto Capitán Oriel Lea Plaza         |
| Bolivia | Trinidad, Beni                      | Aeropuerto Teniente Jorge Henrich Arauz    |
| Bolivia | Yacuiba, Tarija                     | Aeropuerto Yacuiba                         |

## Accidentes e Incidentes
- El 2 de diciembre de 2009, un Fairchild Metro II matriculado CP-2602 de Aerocon se despistó tras aterrizar en el aeropuerto Teniente Jorge Henrich en Trinidad, Beni en medio de condiciones atmosféricas adversas. Los 18 ocupantes a bordo del avión afortunadamente no registraron heridas.[3]
- El 27 de diciembre de 2009, un Fairchild Metro II matriculado CP-2590 de Aerocon se despistó en el aeropuerto Ernesto Roca de Guayaramerín, Beni. La aeronave sufrió la rotura del tren de aterrizaje delantero y quedó estancada sobre una cuneta de drenaje. Afortunadamente los ocupantes del avión no resultaron heridos.[4]
- El 6 de septiembre de 2011, el vuelo 238 de Aerocon, un Swearingen Metroliner III, registrado como CP-2548, con una ruta programada desde el aeropuerto El Trompillo, en Santa Cruz de la Sierra hasta el aeropuerto Teniente Jorge Henrich Arauz, Trinidad, se precipitó a tierra cerca de Trinidad, falleciendo ocho de sus nueve ocupantes.
- El 20 de agosto de 2013, un Fairchild Metro 23 de Aerocon, con ocho pasajeros y dos tripulantes a bordo sufrió un despiste al aterrizar en el aeropuerto Juana Azurduy de Padilla en la ciudad de Sucre. Ninguno de las 10 personas a bordo resultó herida.[5]
- El 3 de noviembre de 2013, El vuelo 25 de Aerocon, un Fairchild Metroliner con matrícula CP-2754, de la aerolínea Aerocon, despegó desde el Aeropuerto Teniente Jorge Henrich con ruta hasta el Aeropuerto de Riberalta, el avión se estrelló al aterrizar en la pista debido a un viento cortante y empezó un incendio, de las 18 personas a bordo, 10 sobrevivieron y 8 fallecieron en el incendio.
- El 22 de noviembre de 2013, un Fairchild Metro III de Aerocon con registro CP-2590 presentó un problema de presurización de cabina cuando se encontraba en pleno vuelo desde La Paz a Potosí con diez pasajeros. El piloto de la nave decidió retornar de inmediato al aeropuerto de El Alto en una rutina de emergencia, nadie salió herido.[6]